# Liste der Baudenkmale in Ziethen (bei Anklam)
In der Liste der Baudenkmale in Ziethen sind alle denkmalgeschützten Bauten der Gemeinde Ziethen (Mecklenburg-Vorpommern) und ihrer Ortsteile aufgelistet. Grundlage ist die Veröffentlichung der Denkmalliste des Landkreises Ostvorpommern mit dem Stand vom 30. Dezember 1996.

## Baudenkmale nach Ortsteilen

### Ziethen
| ID | Lage             | Bezeichnung | Beschreibung | Bild |
| -- | ---------------- | --- | --- | --- |
|    | an B 109 (Karte) | Kirchhof, Umfassungsmauer mit Toranlage, hist. Grabzeichen                                                                                              | erhöht, rund um die Kirche | Kirchhof, Umfassungsmauer mit Toranlage, hist. Grabzeichen                                                                                              |
|    | Gutshof (Karte)  | Gutsanlage mit Gutshaus (Nr. 51), Wegführung mit Pflasterung und Zufahrtsrondell, Park, Wohn/Verwalterhaus (Nr. 52, ohne Verbindungstrakt zum Gutshaus) | Gutshaus – Putzbau von 1818, 1922 modernisiert, mit Wappen der v. Schwerin; Wirtschaftsbauten – Backstein oder Fachwerk gemauert; Park gepflegt | Gutsanlage mit Gutshaus (Nr. 51), Wegführung mit Pflasterung und Zufahrtsrondell, Park, Wohn/Verwalterhaus (Nr. 52, ohne Verbindungstrakt zum Gutshaus) |
|    | an B 109 (Karte) | Kirche St. Marien | Feldsteinkirche, Turm Backstein – z. T. verputzt mit Pyramidendach                                                                              | Kirche St. Marien |
|    | Nr. 2/3 (Karte)  | ehem. Wassermühle (jetzt Wohnhaus) | Hanglage, Feldstein-Untergeschoss, oben Backstein                                                                                               | ehem. Wassermühle (jetzt Wohnhaus) |
|    | Nr. 44           | Wohnhaus | | |
|    |                  | Trafohäuschen | | |
|    | Ziethen I        | Schöpfwerk und Trafohäuschen | | |

### Jargelin
| ID | Lage            | Bezeichnung                                            | Beschreibung | Bild |
| -- | --------------- | ------------------------------------------------------ | ------------ | ---- |
|    | Nr. 7/8 (Karte) | Wohnhaus und zwei Nebengebäude (Flur 1, Flurstück 245) |              |      |

### Menzlin
| ID | Lage             | Bezeichnung                                  | Beschreibung                     | Bild                                   |
| -- | ---------------- | -------------------------------------------- | -------------------------------- | -------------------------------------- |
|    |                  | Flugbeobachtungsstand                        |                                  |                                        |
|    | (Karte)          | Friedhof, Grabanlage, historische Grabsteine |                                  |                                        |
|    | am Anger (Karte) | Stallspeicher (westlich vom Dorfteich)       | Feldstein mit Backsteinelementen | Stallspeicher (westlich vom Dorfteich) |

## Quelle
- Bericht über die Erstellung der Denkmallisten sowie über die Verwaltungspraxis bei der Benachrichtigung der Eigentümer und Gemeinden sowie über die Handhabung von Änderungswünschen (Stand: Juni 1997; PDF, 934 kB)